# Elmelunde
Elmelunde er den centrale bebyggelse i Elmelunde Sogn midt på Møn. Fremtrædende er den højt beliggende Elmelunde Kirke; men byen er i øvrigt udstrakt langs Klintevejen og stort set sammenvokset med Hjertebjerg. Overfor kirken er en pension, Pension Elmehøj.
Landsbyen ligger i Vordingborg Kommune og tilhører Region Sjælland.

## Elmelundes historie
Stednavnet nævnes omkring 1370.
Elmelunde var i middelalderen en gård eller borg, der tilhørte Roskilde bispestol, men som efter reformationen blev krongods. Borgen var ofte bolig for Møns lensmænd. Eggert Andersen Ulfeldt boede her som lensmand 1482-1504 og efter hans død og frem til 1566 sønnen Claus Eggertsen Ulfeldt. I perioden 1574-1589 var den ejet af Peder Munk. Corfitz Ulfeldt boede her som nygift i 1636-1637, og senere boede amtmand og hestegardens chef von Plessen her, mens han i 1685-1691 havde Stege og Elmelunde ladegårde i forpagtning. I 1696 blev gården nedlagt, og af dens jorder blev der oprettet 8 bondegårde.
Landsbyen blev udskiftet i 1801.